# Айдарово (Псковская область)
Айдарово — деревня в Локнянском районе Псковской области России. Входит в состав Самолуковской волости.
Расположена в 36 км к югу от райцентра Локня и в 9 км к юго-западу от волостного центра Башово.
Численность населения деревни составляла 31 житель в 2000 году, 20 жителей в 2011 году.